# 萨摩亚签证政策

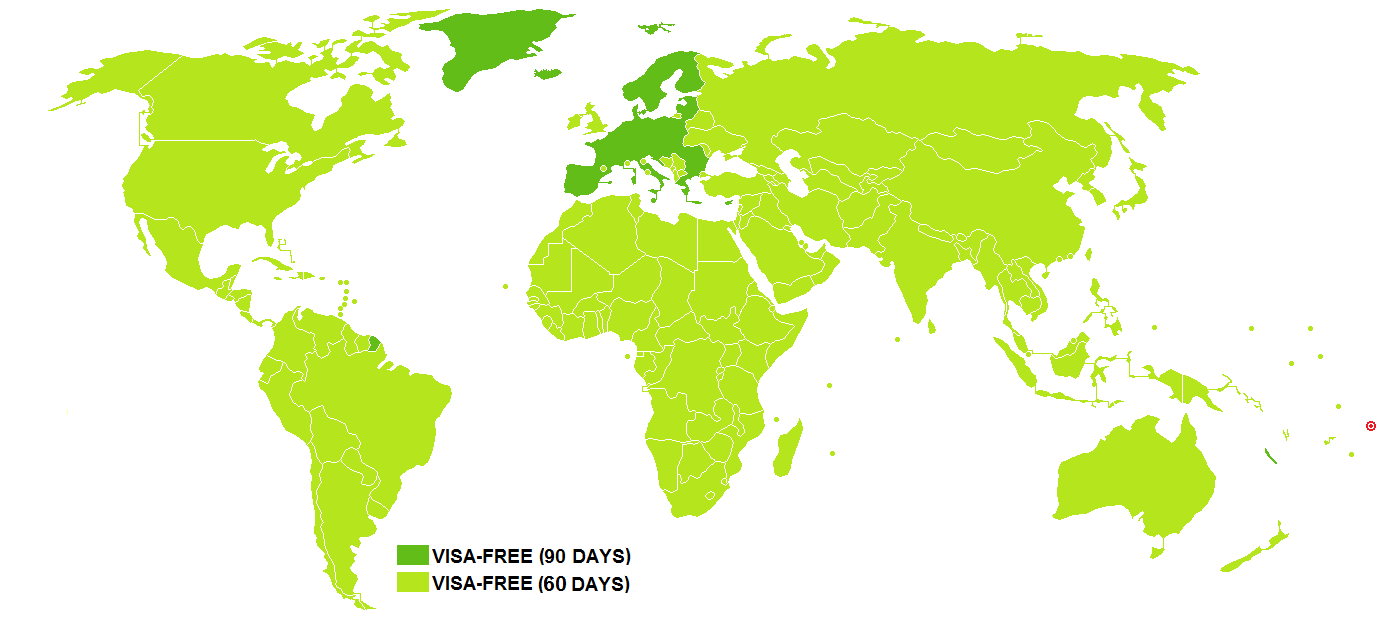
萨摩亚签证政策

全世界所有的国家和地区的公民（持有美国籍的美属萨摩亚的居民必須預先申請簽證），均可以免签证入境萨摩亚，期限为60天，申根地區則為90天。根据规定，旅客的护照的有效期不得少于6个月。另外，旅客入境时，需要出示往返机票、银行对账单、来自其他国家驱逐出境的记录、没有任何威胁到萨摩亚国民健康的问题以及没有任何犯罪记录。